# دوغ فريمان
دوغ فريمان (7 نوفمبر 1914 في أستراليا - 31 مايو 1994) (بالإنجليزية: Doug Freeman)‏ هو لاعب كريكت نيوزلندي. شارك مع منتخب نيوزيلندا الوطني للكريكت.

## وصلات خارجية
- دوغ فريمان على موقع إي آس بي آن كريك إنفو (الإنجليزية)